# 区冬妮
区冬妮（Ou Dongni，1993年2月7日—），广东人，中国女子羽毛球运动员。

## 簡歷
2010年3月，区冬妮出戰亞洲青年羽毛球錦標賽，夥拍包宜鑫贏得女雙亞軍。同年4月，她們又在墨西哥瓜达拉哈拉舉行的世界青年羽毛球錦標賽，贏得女雙金牌。
2011年7月，区冬妮再次出戰亞洲青年羽毛球錦標賽，分別夥拍熊芮和裴天轶贏得女雙季軍和混雙亞軍。
2013年4月，区冬妮與唐渊渟合作打進紐西蘭羽毛球大獎賽女雙決賽，並以2比1（21-15、11-21、21-19）擊敗賽事頭號種子、馬來西亞組合許嘉雯/溫可微，首次贏得国际比赛冠军。
2014年中，区冬妮開始與于小含搭檔女雙，新組合旋即取得不錯成績，連奪了碧特博格和澳門兩站的黃金大獎賽冠軍。翌年年初，二人又赢得中國國際挑戰賽冠軍，以及打進馬來西亞首要超級賽四強，更在4月進行的新加坡超級賽赢得冠軍，除突破個人的最佳國際賽成績外，二人的女雙世界排名亦首次躋身至第10名（2015年4月30日）。
2015年7月，区冬妮代表中国（中国地质大学）出戰韓國光州市舉行的世界大學生運動會羽毛球比賽，贏得混合團體及女子雙打兩面銀牌。同年11月，由於于小含在大运会上進行的兴奋剂A瓶尿检結果呈阳性，其所奪的两枚银牌被取消，中国羽协亦暂停了她的参赛资格。此後，区冬妮改與黄东萍搭檔女雙。

## 主要比賽成績
只列出曾進入準決賽的國際賽事成績：
| 年份   | 賽事                     | 公開賽級別 | 項目     | 拍檔   | 成績              |
| ------ | ------------------------ | ---------- | -------- | ------ | ----------------- |
| 2010年 | 亞洲青年羽毛球錦標賽     | 其他       | 混合團體 | －     | 金牌              |
| 2010年 | 亞洲青年羽毛球錦標賽     | 其他       | 女子雙打 | 包宜鑫 | 銀牌              |
| 2010年 | 世界青年羽毛球錦標賽     | 其他       | 混合團體 | －     | 金牌              |
| 2010年 | 世界青年羽毛球錦標賽     | 其他       | 女子雙打 | 包宜鑫 | 金牌              |
| 2011年 | 亞洲青年羽毛球錦標賽     | 其他       | 混合團體 | －     | 金牌              |
| 2011年 | 亞洲青年羽毛球錦標賽     | 其他       | 混合雙打 | 裴天轶 | 銀牌              |
| 2011年 | 亞洲青年羽毛球錦標賽     | 其他       | 女子雙打 | 熊芮   | 銅牌              |
| 2011年 | 澳洲羽毛球黃金大獎賽     | 黃金大獎賽 | 女子雙打 | 熊芮   | 準決賽            |
| 2013年 | 紐西蘭羽毛球大獎賽       | 大獎賽     | 女子雙打 | 唐渊渟 | 冠軍              |
| 2013年 | 中國羽毛球大師賽         | 超級賽     | 女子雙打 | 唐渊渟 | 準決賽            |
| 2013年 | 東亞運動會羽毛球比賽     | 其他       | 女子團體 | －     | 金牌              |
| 2013年 | 東亞運動會羽毛球比賽     | 其他       | 女子雙打 | 唐渊渟 | 金牌              |
| 2013年 | 香港羽毛球超級賽         | 超級賽     | 女子雙打 | 唐渊渟 | 亞軍              |
| 2014年 | 中國羽毛球國際挑戰賽     | 國際挑戰賽 | 女子雙打 | 熊梦静 | 亞軍              |
| 2014年 | 中國羽毛球國際挑戰賽     | 國際挑戰賽 | 混合雙打 | 王懿律 | 冠軍              |
| 2014年 | 馬來西亞羽毛球黃金大獎賽 | 黃金大獎賽 | 女子雙打 | 熊梦静 | 亞軍              |
| 2014年 | 碧特博格羽毛球黃金大獎賽 | 黃金大獎賽 | 女子雙打 | 于小含 | 冠軍              |
| 2014年 | 澳門羽毛球黃金大獎賽     | 黃金大獎賽 | 女子雙打 | 于小含 | 冠軍              |
| 2015年 | 中國羽毛球國際挑戰賽     | 國際挑戰賽 | 女子雙打 | 于小含 | 冠軍              |
| 2015年 | 馬來西亞羽毛球首要超級賽 | 首要超級賽 | 女子雙打 | 于小含 | 準決賽            |
| 2015年 | 新加坡羽毛球超級賽       | 超級賽     | 女子雙打 | 于小含 | 冠軍              |
| 2015年 | 世界大學運動會羽毛球比賽 | 其他       | 混合團體 | －     | 銀牌 （取消資格） |
| 2015年 | 世界大學運動會羽毛球比賽 | 其他       | 女子雙打 | 于小含 | 銀牌 （取消資格） |

| 2007-2017年 | 首要超級賽 | 超級賽 | 黃金大獎賽 | 大獎賽 | 國際挑戰賽 | 國際系列賽 | 未來系列賽 | 其他 |

| 2018-2026年 | 總決賽 | 超級1000賽 | 超級750賽 | 超級500賽 | 超級300賽 | 超級100賽 | 國際挑戰賽 | 國際系列賽 | 未來系列賽 | 其他 |